# Magdalena Frąckowiak
Magdalena Frąckowiak (n. Gdansk, Polonia, 6 de octubre de 1984) es una modelo y diseñadora polaca. Ha sido el rostro de firmas como Ralph Lauren, Christian Dior Lingerie, Alessandro Dell'Acqua, Prada, Óscar de la Renta, Kenzo, Gianfranco Ferré, Givenchy Eaudemoiselle, y Lanvin.
Frackowiak ocupa actualmente el puesto #30 en models.com Top 50.

## Primeros años
Magdalena tenía dieciséis años cuando su madre envió fotos a un concurso de modelaje para una agencia de Varsovia Ganó el Waterproof model search en 1999, y fue descubierta por Darek Kumosa de la agencia Model Plus Agency. Recibió su primer sueldo al posar para la revista Machina.

## Carrera
En abril de 2006 destacó en su primera portada para la revista Glamour Italia. Sin embargo, su despegue tuvo lugar más tarde ese año cuando abrió la pasarela para Yves Saint Laurent en la colección primavera 2007 en París y Style.com la proclamó como una de las  top model de esa temporada. Desde entonces la carrera de Magdalena ha tenido un éxito sin parar. Se convirtió en el rostro de Ralph Lauren en 2007 y también consiguió aparecer en la portada de agosto de Vogue Italia ese mismo año. Más tarde, apareció en editoriales en las ediciones china, alemana y francesa de la revista Vogue, Harper's Bazaar, y Flair. Ha trabajado en las Semanas de la Moda de Nueva York, Londres, Milán, y París abriendo y cerrando pasarelas para: Sue Stemp, Luca Luca, Pucci, Nina Ricci, Thakoon, Tommy Hilfiger, Alessandro Dell’Acqua, Anne Valérie Hash, Viktor & Rolf, Christian Dior, PHI, Julien Macdonald, Gianfranco Ferré, Matthew Williamson, Blumarine, Lanvin, Louis Vuitton, Sophia Kokosalaki, Alexander McQueen, Elie Saab, Stella McCartney, Sue Stemp, J.Mendel, Just Cavalli, Balenciaga, Costume National, Malo, Fendi, Proenza Schouler, Jil Sander, Julien Macdonald, Carolina Herrera, Elie Saab, y Haider Ackermann. En 2008, Magdalena renovó su contrato con Ralph Lauren y también se convirtió en la cara de Alessandro Dell'Acqua, apareció en un anuncio de Oscar de la Renta junto a Anja Rubik. Actualmente tiene un contrato con DNA Models en Nueva York. Magdalena reside actualmente allí, donde continúa centrándose en su carrera. Aunque ha declarado tener interés en estudiar arquitectura en un futuro, por ahora está completamente dedicada al modelaje. Destacada como la modelo del momento en Harper's Bazaar en la edición de abril de 2009, señaló en la editorial: "La mejor parte de mi trabajo es ser testigo del proceso creativo. Lo peor es que la moda exige constante cuidado y atención, y a menudo tengo abandonada mi vida personal".
Para acompañar el lanzamiento de la colección de Karl Lagerfeld para Hogan, Frackowiak protagonizó junto a Baptiste Giabiconi un cortometraje titulado La Lettre, la colección llegó a las tiendas a finales de enero de 2011.
Frackowiak debutó en el Victoria's Secret Fashion Show en noviembre de 2010, también participó en los desfiles de 2012, 2013, 2014 y 2015. En 2013 fue la encargada de cerrar el show.
En la semana de la moda de invierno 2013, desfiló para grandes firmas y diseñadores, como J. Mendel, Marc Jacobs, Michael Kors, Oscar de la Renta, Ralph Lauren, Victoria Beckham, Y-3 (Nueva York), Giles (Londres), Prada (Milán), Balmain, Givenchy, Isabel Marant, Lanvin y Louis Vuitton (París) entre otros. A su vez, en el marco de la semana de la moda de París, durante el show de Louis Vuitton, participó junto a otras modelos, en un cortometraje para la marca.

## Vida personal
Magdalena es la novia de Daniele Cavalli, hijo del diseñador Roberto Cavalli.